# Tatort: Mit ruhiger Hand
Mit ruhiger Hand ist ein Fernsehfilm aus der Kriminalreihe Tatort. Der vom Westdeutschen Rundfunk unter der Regie von Maris Pfeiffer produzierte Film wurde am 23. August 2009 im Ersten Programm der ARD ausgestrahlt. Es ist der 43. Fall des Kölner Ermittler-Teams Ballauf und Schenk und die 739. Tatortfolge.
Die Kommissare haben einen Mordfall zu klären, der sie in die Problematik des Alkoholismus führt. Anschaulich und eindrücklich thematisiert dieser Tatort dabei die kleinen und größeren Alkoholprobleme des ganz normalen Alltags und im Besonderen unter Ärzten.

## Handlung
Nach einer alkoholreichen Nacht wird Kommissar Max Ballauf von einem Streifenpolizisten darauf aufmerksam gemacht, dass er so nicht Auto fahren dürfe. Trotz dessen Warnung startet er seinen Wagen, da er telefonisch zu einem Tatort gerufen wird. Dies hat für ihn die Konsequenz, dass er sich einer psychologischen Therapie unterziehen muss.
Am Tatort sind Dr. Joseph Roth und Freddy Schenk bereits bei der Arbeit. In der Villa von Prof. Julius Gann, renommierter Chef-Chirurg und Teilhaber einer Kölner Privat-Klinik, haben vermutlich Einbrecher Carmen Gann niedergestochen und ihn selber schwer verletzt. Bei der Suche nach der Tatwaffe trifft Schenk auf den siebzehnjährigen Sohn, Jonas Gann, der nach einem Alkoholrausch schlafend in seinem Zimmer nichts von der Tragödie mitbekommen haben will.
Als Prof. Gann vernehmungsfähig ist, bestätigt er die von Schenk aufgestellte Theorie eines Einbruchs. Ballauf gibt zu bedenken, dass es durchaus auch ein Anschlag sein könnte, der ihm direkt galt, denn Recherchen nach möglichen Feinden des Professors führten die Ermittler bereits zu Stefan Koschinski. Dessen Frau war bei einer von Prof. Gann durchgeführten Operation gestorben, woraufhin er vergeblich den Klinikchef verklagt hatte. Noch am Vortag hatte er Gann bedroht, was polizeilich geklärt werden musste. Koschinski leugnet allerdings, etwas mit der Ermordung von Ganns Frau zu tun zu haben.
Bei der Befragung von Jonas Gann ergeben sich Unregelmäßigkeiten. Seine Mutter hatte ihn gerade erst vor drei Monaten in ein Schweizer Internat „abgeschoben“, da es bei ihm unter Alkohol- und Drogeneinfluss mehrere schwerwiegende Vorfälle gab. Auch das Verhältnis zu seinem Vater ist belastet. Der Tod der Mutter bringt die beiden zwar dazu, wieder miteinander zu reden, jedoch werfen sie sich am Ende gegenseitig nur ihren Alkoholkonsum vor.
Trotz der nicht unerheblichen Verletzungen lässt es sich Prof. Gann nicht nehmen, schon am nächsten Tag wieder zu operieren. Wie so oft in letzter Zeit macht er sich, mit Schmerzmitteln und Alkohol versorgt, an die Arbeit. Dem Klinikpersonal fällt das zwar auf, doch traut sich niemand etwas dagegen zu unternehmen, zumal sich Gann seines Alkoholproblems und der daraus resultierenden Operationsfehler nicht bewusst ist. Dennoch kommen Ballauf und Schenk dahinter und finden heraus, dass zur Vertuschung von eingetretenen Fehlbehandlungen Patientenunterlagen gefälscht wurden. Diese Manipulationen wurden von Ganns Klinikpartner, Dr. Thomas Bernstein, begangen, um finanzielle Regressansprüche von der Klinik abzuwenden. Als die Kommissare ihn zur Rede stellen, erfahren sie, dass Dr. Wolf, einer der Klinikärzte, ein Verhältnis mit Carmen Gann hatte. Da sie die Beziehung kurz vor ihrem Tod beendet hatte, hätte Wolf durchaus ein Tatmotiv.
Bei der Suche nach der Tatwaffe, die kein gewöhnliches Messer gewesen sein kann, stoßen Ballauf und Schenk auf ein antikes chirurgisches Werkzeug, welches Gann gerade erst geschenkt bekommen hatte. Somit wird den Kommissaren klar, dass Gann seine Frau aus Eifersucht umgebracht haben muss und sich selber zur Ablenkung verletzt hat, in dem Wissen, dass die Putzfrau ihn rechtzeitig finden würde. Ballauf und Schenk stellen Prof. Gann zur Rede und er gesteht, dass seine Frau ihn erpresst hatte. Er solle eine Entziehungskur machen, oder sie würde seine Alkoholsucht an die Öffentlichkeit bringen. Das konnte er nicht zulassen, schließlich wäre er einer der besten Chirurgen und hätte seiner Meinung nach absolut ruhige Hände. Gann wird daraufhin festgenommen.

## Hintergrund
Mit ruhiger Hand wurde von Colonia Media im Auftrag des WDR produziert. Die Dreharbeiten erfolgten im Oktober 2008 in Köln und der Umgebung von Köln, die Krankenhausszenen wurden im Klinikum Leverkusen gedreht.
Die Folge gehört zu denen, die nicht an der Imbissbude enden.

## Rezeption

### Einschaltquoten
Bei seiner Erstausstrahlung am 23. August 2009 wurde die Folge Mit ruhiger Hand in Deutschland von 7,26  Millionen Zuschauer gesehen, was einem Marktanteil von 24,10 Prozent entsprach.

### Kritiken
Rainer Tittelbach von tittelbach.tv wertet anerkennend: „Ein sauber gebauter, klug konstruierter, atmosphärisch fotografierter, eindringlich gespielter ‚Tatort‘ aus Köln.“
Bei Stern.de urteilt Kathrin Buchner: „Der Kölner ‚Tatort‘ verliert sich nicht in Nebenstränge, sondern bleibt hart am Thema: Seziert das Genie am Skalpell mit detaillierter Beobachtung und prägnanten Bildern. Virtuos spielt der Schweizer Roeland Wiesnekker den cholerischen Chirurg als selbstverliebten Herrscher über Leben und Tod, der an Dauerstress und Leistungsdruck zerbricht. Dank eines Kunstgriffs wird ein gesellschaftlicher Rundumschlag daraus - denn auch Kommissar Max Ballauf hat ein Alkoholproblem: Er hadert mit seinem Job, bei dem er den Dreck anderer Leute ‚unter dem Teppich hervorkehren muss‘ und bekämpft die Einsamkeit am Feierabend mit diversen Drinks.“
Feridun Zaimoglu bei Zeit.de meint schlicht und einfach: „alles an dieser Folge ist meisterhaft und überragend.“
Bei der Süddeutschen Zeitung sieht Cathrin Kahlweit den Tatort sehr positiv und schreibt: „so sind es letztlich eben doch wenige Klischees, dafür aber viele genaue Beobachtungen, die diesen Tatort im Mediziner-Milieu zu einem der besten der letzten Zeit machen. Das liegt zum einen an den ruhigen Bildern von Regisseurin Maris Pfeiffer, sich mit großer Intensität ihren Figuren nähert, und es liegt zum anderen daran, dass sich aus drei stimmigen, geschickt verflochtenen Erzählsträngen gleichwohl lange Zeit kein eindeutiges Bild ergeben mag.“
Die Kritiker der Fernsehzeitschrift TV Spielfilm fanden, der Film sei „ein unaufdringlicher ‚Problemkrimi‘, bei dem die starken Schauspieler die Akzente setzen“ und resümieren: „Verzwickter Fall mit menschlicher Note“.

### Trivia
Freddy Schenk benutzt in dieser Folge mit dem 1978er Datsun Laurel 200L (K-PZ 564) ein japanisches Auto der oberen Mittelklasse.